# Expandi
Il Mercato Expandi era un comparto del mercato borsistico italiano esistente fino al 22 giugno 2009. Era stato costituito nel 2004 ed aveva sostituito e meglio regolamentato il cosiddetto mercato ristretto. Era gestito dalla Borsa Italiana S.p.A..
A seguito della chiusura definitiva del Mercato Expandi, dal 22 giugno 2009 le società quotate sul mercato Expandi si sono trasferite sull'MTA.

## La quotazione
La principale funzione del mercato expandi era favorire la quotazione delle aziende di minori dimensioni tramite procedure di quotazione meno onerose e meno complesse. Al 24/3/2006 su detto mercato erano quotate 20 società appartenenti a tutti i settori economici. I requisiti perché una società potesse essere quotata nel mercato expandi erano: 
1. Capitalizzazione minima di 1.000.000 di euro;
2. Flottante minimo del 10% per un controvalore di almeno 750.000 euro;
3. Pubblicazione di almeno due bilanci di cui l'ultimo certificato;
4. Risultato ordinario (al netto delle poste straordinarie) consolidato e risultato netto positivo riferito agli ultimi due esercizi solari;
5. Rapporto debito finanziario netto/margine operativo lordo inferiore a quattro;
6. Risultato netto dell'ultimo esercizio pari o superiore a 100000 €.

La quotazione inoltre non imponeva la modifica o sostituzione degli organi societari e la redazione delle trimestrali. 
La società che desiderava quotarsi su tale mercato doveva inoltre essere accompagnata nel processo di quotazione da un intermediario abilitato che certificasse i requisiti economico-patrimoniali di cui sopra e attestasse, sulla base dei programmi di investimento societario e sulle informazioni fornite dalla società stessa, che non vi fossero elementi che lasciassero prevedere una situazione di grave squilibrio finanziario.

## La negoziazione
Sulla base della modalità di negoziazione, gli strumenti finanziari trattati in questo mercato si dividevano in classe 1 e classe 2.
Nella classe 1 erano compresi i titoli per i quali l'emittente nominava un intermediario che si offriva come controparte tra compratori e venditori, favorendo la formazione degli scambi (specialist). La contrattazione dei titoli di classe 1 si aveva tra le 8:00 e le 16:35 e si articolava nella fase d'asta iniziale, negoziazione continua e asta di chiusura che concludeva la seduta.
Nella classe 2 invece erano compresi titoli privi di intermediazione, pertanto il mercato di questi titoli presentava minor liquidità di quello dei titoli di classe 1. La seduta si articolava in preapertura (immissione degli ordini di compravendita da parte degli operatori), validazione (verifica della compatibilità tra ordini e parametri di validità di borsa), apertura (esecuzione dei contratti abbinando le varie proposte) e asta di chiusura. Anche qui le negoziazione aveva luogo tra le 8:00 e le 16:30.
Gli intermediari che operavano nel mercato Expandi in qualità di dealer erano banche e Sim.

## Le ex aziende quotate
- Antichi Pellettieri S.p.A.
- Apulia Prontoprestito S.p.A.
- Arkimedica S.p.A.
- Autostrade Meridionali S.p.A.
- B&C Speakers S.p.A.
- Banca Popolare dell'Emilia Romagna S.c.a.r.l.
- Banca Popolare di Sondrio S.c.p.A.
- Best Union Company S.p.A.
- Biancamano S.p.A.
- Bioera S.p.A
- Borgosesia S.p.A.
- Bouty Healthcare S.p.A.
- Caleffi S.p.A.
- Cogeme Set S.p.A.
- Compagnia Immobiliare Azionaria S.p.A.
- Conafi Prestitò S.p.A.
- Enervit S.p.A.
- Ferrovie Nord Milano S.p.A.
- Greenvision Ambiente S.p.A.
- Iwbank S.p.A.
- Kerself S.p.A.
- Mondo Home Entertainment S.p.A.
- Monti Ascensori S.p.A.
- Noemalife S.p.A.
- Nova Re S.p.A.
- Pierrel S.p.A.
- Piquadro S.p.A.
- Pramac S.p.A.
- RCF S.p.A.
- Realty Vailog S.p.A.
- Rgi S.p.A.
- Rosss S.p.A.
- Screen Service Broadcasting Technologies S.p.A.
- Servizi Italia S.p.A.
- Tamburi Investment Partners S.p.A.
- TerniEnergia S.p.A.
- Toscana Finanza S.p.A.
- Valsoia S.p.A.
- Yorkville Bhn S.p.A.